# A.C.F. Brescia Calcio Femminile 2023-2024
Questa voce raccoglie le informazioni riguardanti l'A.C.F. Brescia Calcio Femminile Società Sportiva Dilettantistica nelle competizioni ufficiali della stagione 2023-2024.

## Divise e sponsor
La grafica delle tenute da gioco riprende il classico motivo a V sulla maglia, bianco in campo azzurro o a colori invertiti, che caratterizza anche il Brescia maschile, dalla quale questa società si ricorda essere indipendente. Invariati rispetto alla stagione precedente il main sponsor, Pardgroup, e quello tecnico, fornitore delle tenute, Macron.
| Casa | Trasferta |

## Organigramma societario
Come da sito societario.
Area amministrativa
- Presidente: Clara Gorno
- Segretario generale: Ivano Barbeno

Area tecnica
- Allenatore: Aldo Nicolini
- Vice allenatore: Mattia Altobelli
- Preparatore dei portieri: Mauro Bacchin
- Preparatore atletico: Andrea Reboldi
- Medici sociali: Daniele Ciamprone, Giuliano Dipasquale
- Fisioterapista: Stefano Ferrari
- Magazziniere: Davide Ferrari
- Team manager: Roberta Ballabio

## Rosa
Rosa, ruoli e numeri di maglia tratti dal sito ufficiale,integrati da smr.worldfootball.net.
| N. |                     | Ruolo | Calciatrice                 |
| -- | ------------------- | ----- | --------------------------- |
| 1  | Italia (bandiera)   | P     | Giorgia Bettineschi         |
| 3  | Italia (bandiera)   | D     | Paola Boglioni              |
| 4  | Italia (bandiera)   | C     | Laura Ghisi                 |
| 5  | Romania (bandiera)  | D     | Alexandra Tunoaia           |
| 6  | Italia (bandiera)   | D     | Rossella Larenza            |
| 7  | Italia (bandiera)   | A     | Veronique Brayda (capitano) |
| 8  | Italia (bandiera)   | C     | Serena Magri                |
| 9  | Svizzera (bandiera) | A     | Nina Stapelfeldt            |
| 10 | Italia (bandiera)   | C     | Danila Zazzera              |
| 14 | Italia (bandiera)   | D     | Ludovica Nicolini           |
| 15 | Italia (bandiera)   | D     | Letizia Angoli              |
| 16 | Italia (bandiera)   | C     | Marta Morreale              |

| N. |                   | Ruolo | Calciatrice         |
| -- | ----------------- | ----- | ------------------- |
| 20 | Svezia (bandiera) | C     | Jenny Hjohlman      |
| 21 | Italia (bandiera) | C     | Alessia Accornero   |
| 22 | Italia (bandiera) | A     | Sofia Pasquali      |
| 27 | Italia (bandiera) | D     | Stefania Zanoletti  |
| 32 | Italia (bandiera) | P     | Martina Bibe        |
| 46 | Italia (bandiera) | P     | Sabrina Tasselli    |
| 47 | Italia (bandiera) | A     | Francesca Squaratti |
| 48 | Italia (bandiera) | A     | Veronica Pedrini    |
| 64 | Italia (bandiera) | D     | Clara Raccagni      |
| 71 | Italia (bandiera) | A     | Teresa Fracas       |
| 77 | Italia (bandiera) | A     | Giulia Lumina       |
| 99 | Italia (bandiera) | A     | Siria Menassi       |

## Calciomercato

### Sessione estiva
| Acquisti | Acquisti            | Acquisti        | Acquisti   |
| R.       | Nome                | da              | Modalità   |
| -------- | ------------------- | --------------- | ---------- |
| P        | Giorgia Bettineschi | ChievoVerona FM | definitivo |
| D        | Paola Boglioni      | ChievoVerona FM | definitivo |
| D        | Rossella Larenza    | San Marino      | definitivo |
| D        | Ludovica Nicolini   | Parma           | definitivo |
| D        | Alexandra Tunoaia   | ChievoVerona FM | definitivo |
| D        | Stefania Zanoletti  | ChievoVerona FM | definitivo |
| C        | Alessia Accornero   | San Marino      | definitivo |
| C        | Marta Morreale      | Apulia Trani    | definitivo |
| C        | Nina Stapelfeldt    | Como            | definitivo |
| A        | Danila Zazzera      | Arezzo          | definitivo |

| Cessioni | Cessioni          | Cessioni        | Cessioni   |
| R.       | Nome              | a               | Modalità   |
| -------- | ----------------- | --------------- | ---------- |
| P        | Alice Lugli       | Sassuolo        | definitivo |
| D        | Caterina Fracaros | Parma           | definitivo |
| D        | Laura Perin       | Parma           | definitivo |
| D        | Chiara Ripamonti  | Bologna         | definitivo |
| C        | Gaia Farina       | Bologna         | definitivo |
| A        | Gaia Lonati       | Cesena          | definitivo |
| A        | Cristina Merli    | ChievoVerona FM | definitivo |

### Sessione invernale
| Acquisti | Acquisti         | Acquisti | Acquisti   |
| R.       | Nome             | da       | Modalità   |
| -------- | ---------------- | -------- | ---------- |
| P        | Sabrina Tasselli | Ternana  | definitivo |

| Cessioni | Cessioni           | Cessioni   | Cessioni   |
| R.       | Nome               | a          | Modalità   |
| -------- | ------------------ | ---------- | ---------- |
| P        | Alessia Passarella | Freedom    | definitivo |
| C        | Maria Bortolin     | Tavagnacco | definitivo |
| A        | Camilla Tengattini | Ravenna    | definitivo |

## Risultati

### Serie B

#### Girone di andata
| Arbitro: | Meta (Vicenza) |

|                         |           |             |
| Fracas 41’ Hjohlman 52’ | Marcatori | 63’ Desiati |

| Arbitro: | Salvatori (Macerata) |

|                                  |           |  |
| Costa 21’ Jansen 31’ Sechi 45+2’ | Marcatori |  |

| Arbitro: | Rodighiero (Vicenza) |

|                      |           |               |
| Magri 13’ Brayda 81’ | Marcatori | 57’ Benedetti |

| Arbitro: | Branzoni (Mestre) |

|              |           |                                    |
| Geōrgiou 50’ | Marcatori | 22’ Pasquali 40’ Fracas 80’ Brayda |

| Arbitro: | Benevelli (Modena) |

|                            |           |                      |
| Pasquali 13’ Accornero 58’ | Marcatori | 29’ Begal 84’ Picchi |

| Arbitro: | Mascolo (Castellammare di Stabia) |

|                                      |           |  |
| Gomes 17’ Popadinova 63’ Goldoni 88’ | Marcatori |  |

| Arbitro: | Sassano (Padova) |

|              |           |                        |
| Hjohlman 60’ | Marcatori | 19’ Massa 31’ Bettalli |

| Arbitro: | Giannì (Reggio Emilia) |

|                                         |           |              |
| Fracas 28’ Brayda 33’, 64’ Pasquali 58’ | Marcatori | 68’ Burbassi |

| Arbitro: | Caggiari (Cagliari) |

|                                                     |           |                |
| Pirone 27’ Vigliucci 46’ Pacioni 54’ Porcarelli 63’ | Marcatori | 45+1’ Pasquali |

| Arbitro: | Guiotto (Schio) |

|               |           |            |
| Zanoletti 48’ | Marcatori | 23’ Ploner |

| Verona 17 dicembre 2023, ore 14:30 CET 11ª giornata | Verona          | 0 – 0 referto referto 2 | Brescia | Stadio Aldo Olivieri\| Arbitro: \| Borghi (Modena) \| |
| Arbitro:                                            | Borghi (Modena) |                         |         |                                                       |

| Arbitro: | Orlandi (Siracusa) |

|                                       |           |                 |
| Clemente 9’ Najdenova 12’ Petrova 16’ | Marcatori | 52’ Stapelfeldt |

| Arbitro: | Albano (Venezia) |

|                              |           |            |
| Boglioni 21’ Brayda 34’, 87’ | Marcatori | 7’ Kuštrin |

| Arbitro: | Dallagà (Rovigo) |

|                            |           |                                             |
| Barbieri 23’ Tamburini 41’ | Marcatori | 35’, 78’ Zazzera 39’ Fracas 71’ Stapelfeldt |

| Arbitro: | Schmid (Rovereto) |

|                                              |           |                                     |
| Brayda 62’, 90’ Pasquali 64’ Stapelfeldt 75’ | Marcatori | 22’ (rig.), 72’ Codecà 35’ Accoliti |

#### Girone di ritorno
| Arbitro: | Spina (Barletta) |

|  |           |                                                 |
|  | Marcatori | 2’, 24’ Stapelfeldt 64’ Zazzera 78’, 81’ Fracas |

| Arbitro: | Mazzer (Conegliano) |

|           |           |                                              |
| Magri 54’ | Marcatori | 34’ (aut.) Nicolini 37’ Cuciniello 51’ Sechi |

| Arbitro: | Terribile (Bassano del Grappa) |

|                                                                     |           |                |
| Distefano 7’ Gago 40’ Benedetti 42’ Larenza 54’ (aut.) Di Luzio 85’ | Marcatori | 57’ Stapelfedt |

| Arbitro: | Borello (Nichelino) |

|                        |           |                |
| Magri 59’ Fracas 90+2’ | Marcatori | 50’ De Matteis |

| Arbitro: | Melloni (Modena) |

|           |           |  |
| Begal 15’ | Marcatori |  |

| Arbitro: | Migliorini (Verona) |

|  |           |            |
|  | Marcatori | 3’ Hovmark |

| Arbitro: | Framba (Torino) |

|                                |           |  |
| Bargi 13’, 90+1’ Campora 90+3’ | Marcatori |  |

| Arbitro: | Isnardi (Albenga) |

|                        |           |           |
| Zito 28’ Di Lascio 61’ | Marcatori | 22’ Ghisi |

| Arbitro: | Maccorin (Pordenone) |

|                           |           |                                         |
| Zazzera 25’ Zanoletti 90’ | Marcatori | 7’ Sara Tui 60’ Pirone 90+6’ Fusar Poli |

| Arbitro: | Lupinski (Albano Laziale) |

|               |           |                        |
| Razzolini 61’ | Marcatori | 19’ Ghisi 66’ Pasquali |

| Arbitro: | Antonini (Rimini) |

|             |           |                      |
| Menassi 62’ | Marcatori | 90+5’ (rig.) Peretti |

| Arbitro: | Atanasov (Verona) |

|  |           |                |
|  | Marcatori | 38’ Duchnowska |

| Arbitro: | Tropiano (Bari) |

|                                |           |  |
| Gelmetti 10’, 47’ Antolini 12’ | Marcatori |  |

| Arbitro: | Frazza (Schio) |

|              |           |                          |
| Pasquali 63’ | Marcatori | 85’ Puglisi 86’ Barbieri |

| Arbitro: | Rinaldi (Novi Ligure) |

|              |           |                                                            |
| Accoliti 54’ | Marcatori | 24’, 78’, 87’ Magri 25’ Pasquali 42’ Hjohlman 268’ Pedrini |

### Coppa Italia
| Arbitro: | Gallo (Bologna) |

|  |           |                |
|  | Marcatori | 5’ Micciarelli |

## Statistiche

### Statistiche di squadra
| Competizione | Punti | In casa | In casa | In casa | In casa | In casa | In casa | In trasferta | In trasferta | In trasferta | In trasferta | In trasferta | In trasferta | Totale | Totale | Totale | Totale | Totale | Totale | DR |
| Competizione | Punti | G       | V       | N       | P       | Gf      | Gs      | G            | V            | N            | P            | Gf           | Gs           | G      | V      | N      | P      | Gf     | Gs     | DR |
| ------------ | ----- | ------- | ------- | ------- | ------- | ------- | ------- | ------------ | ------------ | ------------ | ------------ | ------------ | ------------ | ------ | ------ | ------ | ------ | ------ | ------ | -- |
| Serie B      | 40    | 15      | 6       | 3       | 6       | 26      | 24      | 15           | 5            | 1            | 9            | 24           | 32           | 30     | 11     | 4      | 15     | 50     | 56     | -6 |
| Coppa Italia | -     | 1       | 0       | 0       | 1       | 0       | 1       | -            | -            | -            | -            | -            | -            | 1      | 0      | 0      | 1      | 0      | 1      | -1 |
| Totale       | -     | 16      | 6       | 3       | 7       | 26      | 25      | 15           | 5            | 1            | 9            | 24           | 32           | 31     | 11     | 4      | 16     | 50     | 57     | -7 |

### Andamento in campionato
| Giornata  | 1 | 2 | 3 | 4 | 5 | 6 | 7 | 8 | 9 | 10 | 11 | 12 | 13 | 14 | 15 | 16 | 17 | 18 | 19 | 20 | 21 | 22 | 23 | 24 | 25 | 26 | 27 | 28 | 29 | 30 |
| --------- | - | - | - | - | - | - | - | - | - | -- | -- | -- | -- | -- | -- | -- | -- | -- | -- | -- | -- | -- | -- | -- | -- | -- | -- | -- | -- | -- |
| Luogo     | C | T | C | T | C | T | C | C | T | C  | T  | T  | C  | T  | C  | T  | C  | T  | C  | T  | C  | T  | T  | C  | T  | C  | C  | T  | C  | T  |
| Risultato | V | P | V | V | N | P | P | V | P | N  | N  | P  | V  | V  | V  | V  | P  | P  | V  | P  | P  | P  | P  | P  | V  | N  | P  | P  | P  | V  |
| Posizione | 1 | 5 | 3 | 3 | 5 | 7 | 8 | 7 | 7 | 7  | 8  | 8  | 8  | 7  | 7  | 6  | 7  | 8  | 7  | 8  | 8  | 8  | 8  | 8  | 8  | 8  | 9  | 9  | 10 | 9  |

Legenda:

Luogo: C = Casa; T = Trasferta. Risultato: V = Vittoria; N = Pareggio; P = Sconfitta.

### Statistiche delle giocatrici
| Giocatore      | Serie B  | Serie B | Serie B     | Serie B    | Coppa Italia | Coppa Italia | Coppa Italia | Coppa Italia | Totale   | Totale | Totale      | Totale     |
| Giocatore      | Presenze | Reti    | Ammonizioni | Espulsioni | Presenze     | Reti         | Ammonizioni  | Espulsioni   | Presenze | Reti   | Ammonizioni | Espulsioni |
| -------------- | -------- | ------- | ----------- | ---------- | ------------ | ------------ | ------------ | ------------ | -------- | ------ | ----------- | ---------- |
| A. Accornero   | 13       | 1       | 0           | 0          | 1            | 0            | 0            | 0            | 14       | 1      | 0           | 0          |
| L. Angoli      | 6        | 0       | 0           | 0          | 1            | 0            | 0            | 0            | 7        | 0      | 0           | 0          |
| G. Bettineschi | 13       | -22     | 0           | 0          | 1            | -1           | 0            | 0            | 14       | -23    | 0           | 0          |
| M. Bibe        | -        | -       | -           | -          | -            | -            | -            | -            | -        | -      | -           | -          |
| P. Boglioni    | 29       | 1       | 1           | 0          | 1            | 0            | 0            | 0            | 30       | 1      | 1           | 0          |
| M. Bortolin    | 3        | 0       | 0           | 0          | -            | -            | -            | -            | 3        | 0      | 0           | 0          |
| V. Brayda      | 25       | 8       | 0           | 0          | 1            | 0            | 0            | 0            | 26       | 8      | 0           | 0          |
| A. Celestini   | 4        | 0       | 0           | 0          | -            | -            | -            | -            | 4        | 0      | 0           | 0          |
| V. Corbetta    | 3        | 0       | 0           | 0          | -            | -            | -            | -            | 3        | 0      | 0           | 0          |
| T. Fracas      | 29       | 8       | 0           | 0          | 1            | 0            | 0            | 0            | 30       | 8      | 0           | 0          |
| L. Ghisi       | 27       | 2       | 1           | 0          | 1            | 0            | 0            | 0            | 28       | 2      | 1           | 0          |
| J. Hjohlman    | 29       | 3       | 3           | 0          | 1            | 0            | 0            | 0            | 30       | 3      | 3           | 0          |
| R. Larenza     | 22       | 0       | 1           | 0          | 1            | 0            | 0            | 0            | 23       | 0      | 1           | 0          |
| G. Lumina      | -        | -       | -           | -          | 0            | 0            | 0            | 0            | 0        | 0      | 0           | 0          |
| S. Magri       | 30       | 5       | 0           | 0          | 1            | 0            | 0            | 0            | 31       | 5      | 0           | 0          |
| S. Menassi     | 9        | 1       | 0           | 0          | -            | -            | -            | -            | 9        | 1      | 0           | 0          |
| M. Morreale    | 29       | 0       | 8           | 0          | 1            | 0            | 0            | 0            | 30       | 0      | 8           | 0          |
| L. Nicolini    | 27       | 0       | 4           | 0          | 1            | 0            | 0            | 0            | 28       | 0      | 4           | 0          |
| S. Pasquali    | 30       | 8       | 1           | 0          | 1            | 0            | 0            | 0            | 31       | 8      | 1           | 0          |
| A. Passarella  | -        | -       | -           | -          | 0            | 0            | 0            | 0            | 0        | 0      | 0           | 0          |
| V. Pedrini     | 20       | 1       | 2           | 0          | 1            | 0            | 0            | 0            | 21       | 1      | 2           | 0          |
| C. Raccagni    | 3        | 0       | 0           | 0          | 0            | 0            | 0            | 0            | 3        | 0      | 0           | 0          |
| L. Seneci      | 1        | 0       | 0           | 0          | -            | -            | -            | -            | 1        | 0      | 0           | 0          |
| F. Squaratti   | 1        | 0       | 0           | 0          | 0            | 0            | 0            | 0            | 1        | 0      | 0           | 0          |
| N. Stapelfeldt | 20       | 6       | 0           | 0          | -            | -            | -            | -            | 20       | 6      | 0           | 0          |
| S. Tasselli    | 17       | -32     | 0           | 0          | -            | -            | -            | -            | 17       | -32    | 0           | 0          |
| A. Tunoaia     | 22       | 0       | 0           | 0          | 1            | 0            | 0            | 0            | 23       | 0      | 0           | 0          |
| S. Zanoletti   | 17       | 2       | 1           | 0          | -            | -            | -            | -            | 17       | 2      | 1           | 0          |
| D. Zazzera     | 22       | 4       | 5           | 0          | -            | -            | -            | -            | 22       | 4      | 5           | 0          |